# Tomás de Villanueva
Santo Tomás de Villanueva, O.S.A., (Fuenllana, Reino de Toledo, 1486-Valencia, Reino de Valencia, 9 de septiembre de 1555), fue un fraile agustino español que ocupó la cátedra de Valencia.

## Biografía
Existe cierta rivalidad entre los dos pueblos que se declaran como la cuna del santo, y de los que acabó siendo patrono. Sus padres tenían su domicilio en Villanueva de los Infantes, y era donde en circunstancias normales debería haber nacido, si bien, debido a que se había declarado una epidemia de peste, decidieron que sería mas seguro que el alumbramiento se produjera en un lugar llamado Casa Valdés, una casa de labor ubicada en el camino que lleva desde Villanueva de los Infantes a Fuenllana, localidad vecina en la que vivían sus abuelos maternos, su nacimiento se produjo después del 21 de noviembre y antes del 18 de diciembre de 1486, y fue bautizado en la parroquia de Fuenllana como Tomás García Martínez. 
Toda la infancia y juventud de Tomás transcurrió en Villanueva de los Infantes, por eso, se le llamará santo Tomás de Villanueva. Aunque su familia era pudiente, muchas veces el muchacho andaba desnudo porque había dado sus vestidos a los pobres. Actualmente queda en pie parte de la casa original, con un escudo en la esquina, al lado de un oratorio de la familia. Siempre se declaró del pueblo donde se crio.

### Fraile y sacerdote

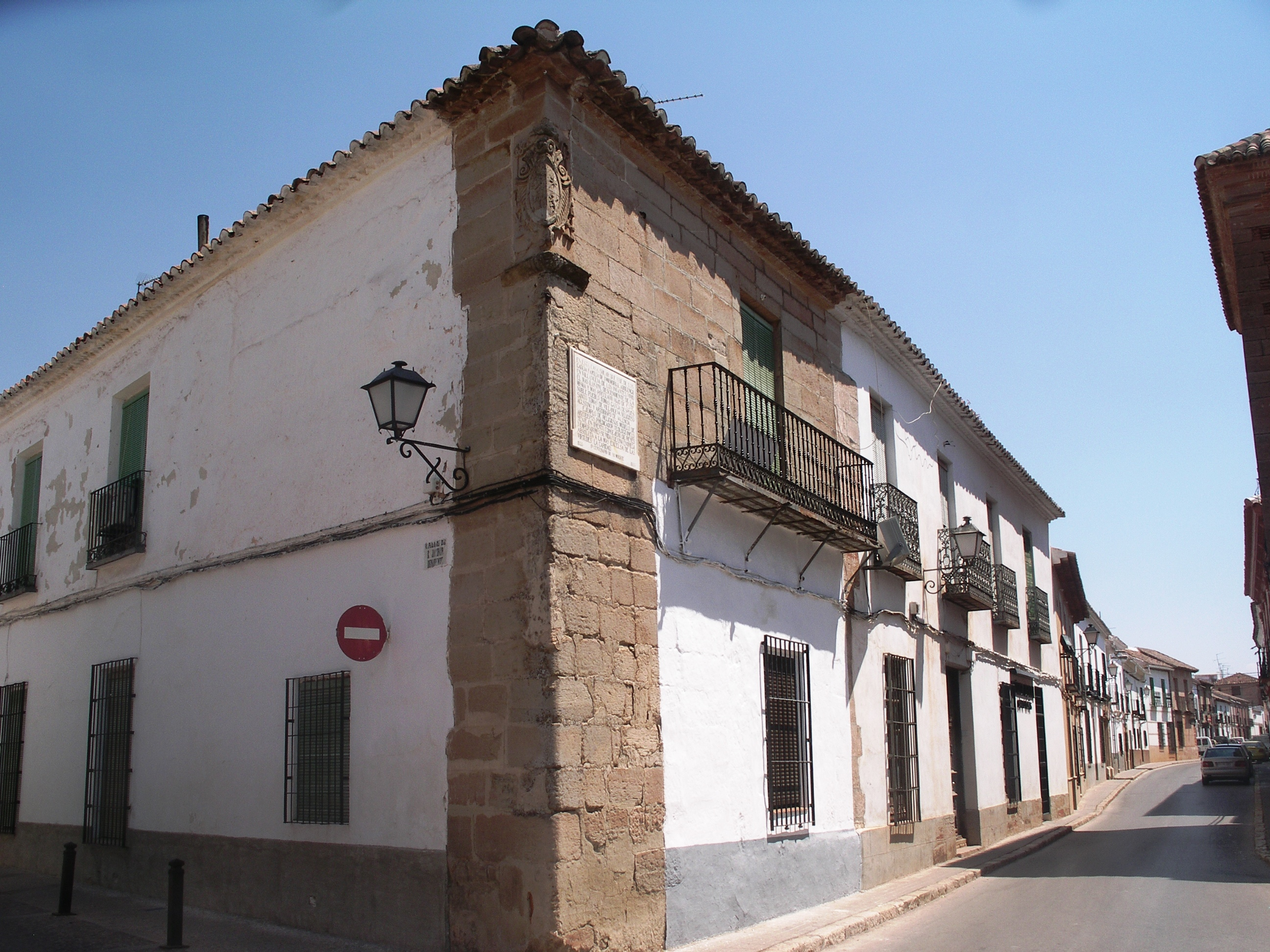
Casa de Villanueva de los Infantes en la que se crio Tomás de Villanueva.

Aunque Tomás hizo estudios de artes y teología en el Colegio San Agustín Calahorrade la Universidad de Alcalá de Henares, ingresó en la Orden de San Agustín, en Salamanca, en 1516, y en 1518 fue ordenado sacerdote. En la orden de los agustinos ocupó los cargos de prior conventual, visitador general y prior provincial de Andalucía y Castilla. También fue profesor de la universidad, consejero y confesor del rey Carlos I de España.
Gozó de gran fama por su gran austeridad personal (llegó a vender el jergón donde dormía para dar el dinero a los pobres) y por su ejercicio continuo e infatigable de la caridad, especialmente con los huérfanos, con las doncellas pobres y sin dote y con los enfermos. Poseía; sin embargo, una concepción inteligente de la piedad, de forma que, aunque era muy limosnero, procuraba solucionar definitiva y estructuralmente la pobreza mediante la redención activa de la misma, dando trabajo a los pobres, y así hacía fructificar sus limosnas; al respecto escribió:

La limosna no sólo es dar, sino sacar de la necesidad al que la padece y librarla de ella cuando fuere posible.

En 1533, como provincial, envió a los primeros padres agustinos que llegaron a México. Empezó a tener éxtasis místicos en misa o cuando rezaba los salmos.

### Arzobispo de Valencia
Aunque el rey Carlos I le ofreció el cargo de arzobispo de Granada, él nunca lo aceptó; se cuenta que llegó a ser Arzobispo de Valencia el 10 de octubre de 1544 por error de un escribano, pero siguió negándose hasta que se lo ordenó su superior en la Orden; en el momento de su nombramiento se hallaba en el monasterio de Nuestra Señora del Pino, en tierra de Cuéllar. En Valencia, ayudado por su obispo auxiliar Juan Segriá, puso orden en una diócesis que hacía un siglo que no tenía gobierno pastoral directo. Organizó un colegio especial para los moriscos conversos y organizó en especial un plan eficaz de asistencia y auxilio social y de caridad.
Compuso bellos sermones, entre los que destaca Sermón del amor de Dios, una de las grandes manifestaciones de la oratoria sagrada del XVI.
Es autor de varios Opúsculos, dentro de los que se incluye el Soliloquio entre Dios y el alma, en torno a la comunión.
Tuvo una gran fama de predicador, en un estilo sobrio y sencillo. Carlos I al oírle predicar, exclamó:

Este Monseñor conmueve hasta las piedras.[cita requerida]

Su prédica provocaba sonoras conversiones. Algunos de sus sermones arremetieron contra la crueldad de la fiesta de los toros. 
Tuvo asimismo una gran devoción por la Virgen María, cuyo corazón comparó a la zarza ardiente, que nunca se consumía.  
En 1547, ordenó sacerdote al futuro San Luis Beltrán.
Fundó el Colegio Mayor-Seminario de la Presentación de la Bienaventurada Virgen María en el Templo y Santo Tomás de Villanueva en 1550, centro de formación eclesiástica y académica para futuros sacerdotes, al servicio de la Iglesia de Valencia.

### Muerte y canonización
Tomás falleció por una angina de pecho en 1555 a los sesenta y ocho años de edad. Está enterrado en una capilla lateral de la Catedral de Valencia. 
Fue canonizado el 1 de noviembre de 1658, siendo uno de los tres santos, todos españoles, canonizados durante el pontificado del papa Alejandro VII. 
Francisco de Quevedo escribió una biografía suya, Epítome a la historia de la vida ejemplar y gloriosa muerte del bienaventurado fray Tomás de Villanueva.
La Universidad de Alcalá de Henares le dedicó el primer patio del Colegio Mayor de San Ildefonso, al haber formado parte de la primera promoción de la Universidad, y ser el primer Santo salido de las aulas complutenses.

## Obra

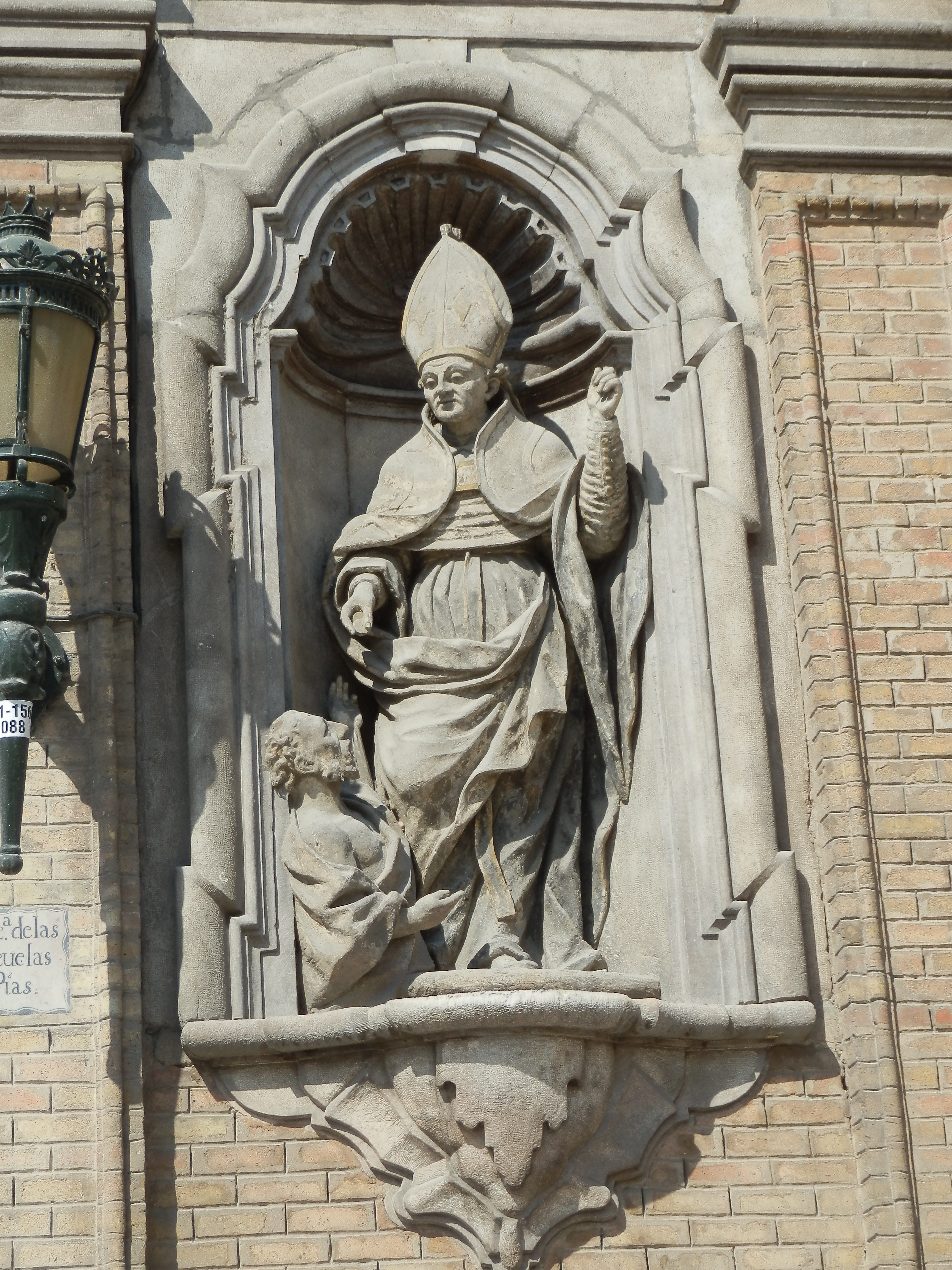
Talla de Santo Tomás de Villanueva en la Iglesia de Santo Tomás de Aquino, o de las Escuelas Pías, en Zaragoza

Como escritor místico la obra más importante de santo Tomás de Villanueva es De la lección, meditación, oración y contemplación, pero también se destacan sus numerosos sermones en castellano y en latín; entre ellos destaca el Sermón del amor de Dios, imbuido de Neoplatonismo. Previene al contemplativo de los errores a los que puede ser sometido por obra del demonio y que pueden arrastrarle a la herejía; en sus palabras es posible encontrar implícita una advertencia contra los alumbrados. Distingue entre la contemplación infusa, cuyos valores proceden del Espíritu Santo, y la adquirida, fruto del esfuerzo y del ejercicio. Su Comentario al Cantar de los Cantares señala seis grados progresivos dentro de la vida mística: Fe, Devoción, Embriaguez, Inacción, Sueño y Éxtasis. Sus obras completas fueron editadas en Manila en 1881, Opera omnia, seis volúmenes. Nicaise Bax, por otra parte, escribió una biografía del santo a la que añadió algunas Orationes sacrae bajo el título Beatus Thomas à Villanova Elemosynarius Achiepiscopus Valentiae (Antverpiae: Hieronymum Verdussen, 1622) y Simplicio Saint-Martin redactó otra: La Vie de S. Thomas de Villeneuve, dit l'Aumosnierä Archevesque de Valence. Avec la Relation de l'Appareil, Pompe et Ceremonies observées en sa Canonisation à Rome le premier Novembre 1658. Et de ce qui s'est passé en la Feste de ladite Canonisation célébrée en quelques villes pendant huict jours. (Tolosa: Iean Boude, 1659)
Santo Tomás de Villanueva fue de los mayores fustigadores de la fiesta de los toros. El arzobispo de Valencia llegó a preguntarse:

¿Hay brutalidad mayor que provocar a una fiera para que despedace al hombre?

Y, tras calificar este espectáculo de "duro y cruelísimo" denunciaba "en nombre de Jesucristo, a todos cuantos obráis y consentís o no prohibís las corridas" y a todos ellos les conminaba de esta manera:

No sólo pecáis mortalmente, sino que sois homicidas y deudores delante de Dios.

La canonización de Villanueva fue celebrada, paradójicamente, con corridas de toros en Valencia, Zaragoza y otras ciudades.

### Obras completas
La ambiciosa edición moderna de las obras completas de Santo Tomás de Villanueva fue llevada a cabo por la Biblioteca de Autores Cristianos entre 2010 y 2016, en edición bilingüe y crítica de las Conciones y otros escritos del Santo, en 10 tomos (ISBN o.c.: 978-84-220-1511-6.).

## Patronazgo

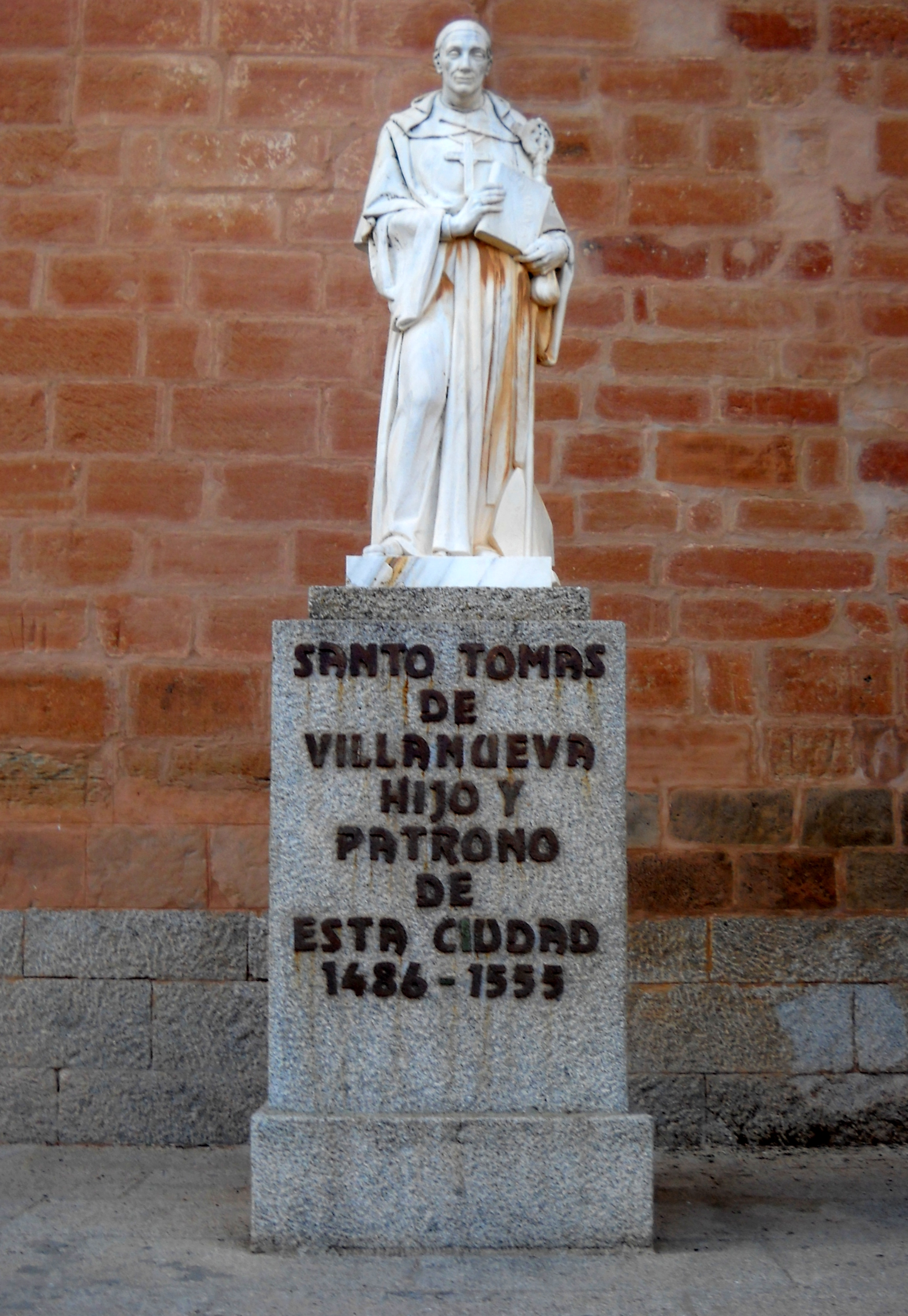
Estatua en honor a Santo Tomás de Villanueva en Villanueva de los Infantes (Ciudad Real).

Santo Tomás de Villanueva es el santo patrón de la prestigiosa Universidad Villanova, ubicada en Pensilvania, Estados Unidos de América y establecida por los agustinos en 1842.
Es el santo patrón de la Universidad de Santo Tomás de Villanueva en La Habana, Cuba, que fue cerrada por el gobierno cubano en 1961, tras la expulsión de los agustinos, considerados enemigos de la Revolución por sus quejas frecuentes contra el gobierno. Los agustinos exiliados establecieron St. Thomas University en Miami Gardens, Florida, Estados Unidos de América, en 1961. 
Igualmente es el santo patrón de numerosos colegios de la orden agustina como el de Granada.
También es patrón principal de la diócesis de Ciudad Real (España).
También es patrón de la localidad alicantina de Orxeta, en Alicante, que celebra sus fiestas patronales el penúltimo fin de semana de septiembre, y de la partida rural de Cap Negret, en Altea (Alicante), donde celebran sus fiestas el primer fin de semana de septiembre. Lo es además, de Villanueva en La Guajira, Santo Tomás, (Atlántico) en Colombia. Y, por motivos obvios, de su pueblo natal Fuenllana y de Villanueva de los Infantes. En estos dos últimos lugares su festividad se celebra el 18 de septiembre.
Su festividad, en el calendario católico, se celebra el 10 de octubre.
| Predecesor: Jorge de Austria | Arzobispo de Valencia 1544-1555 | Sucesor: Francisco de Navarra y Hualde |